# St. Nicolai (Morungen)

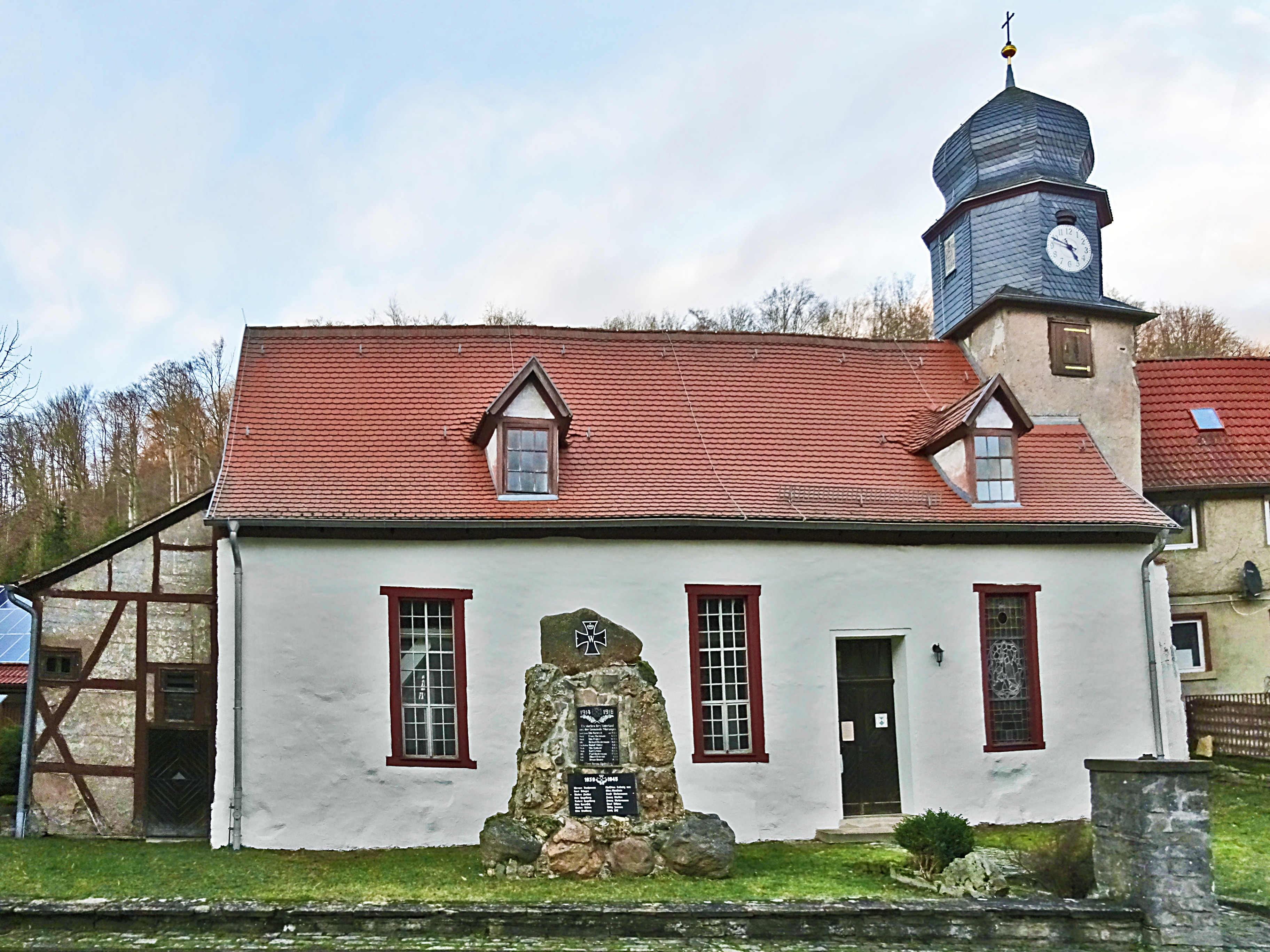
St.-Nicolai-Kirche

Die evangelische Dorfkirche St. Nicolai steht im Stadtteil Morungen der Stadt Sangerhausen im Landkreis Mansfeld-Südharz in Sachsen-Anhalt. Sie gehört zum Pfarrbereich Obersdorf im Kirchenkreis Eisleben-Sömmerda der Evangelischen Kirche in Mitteldeutschland.

## Geschichte

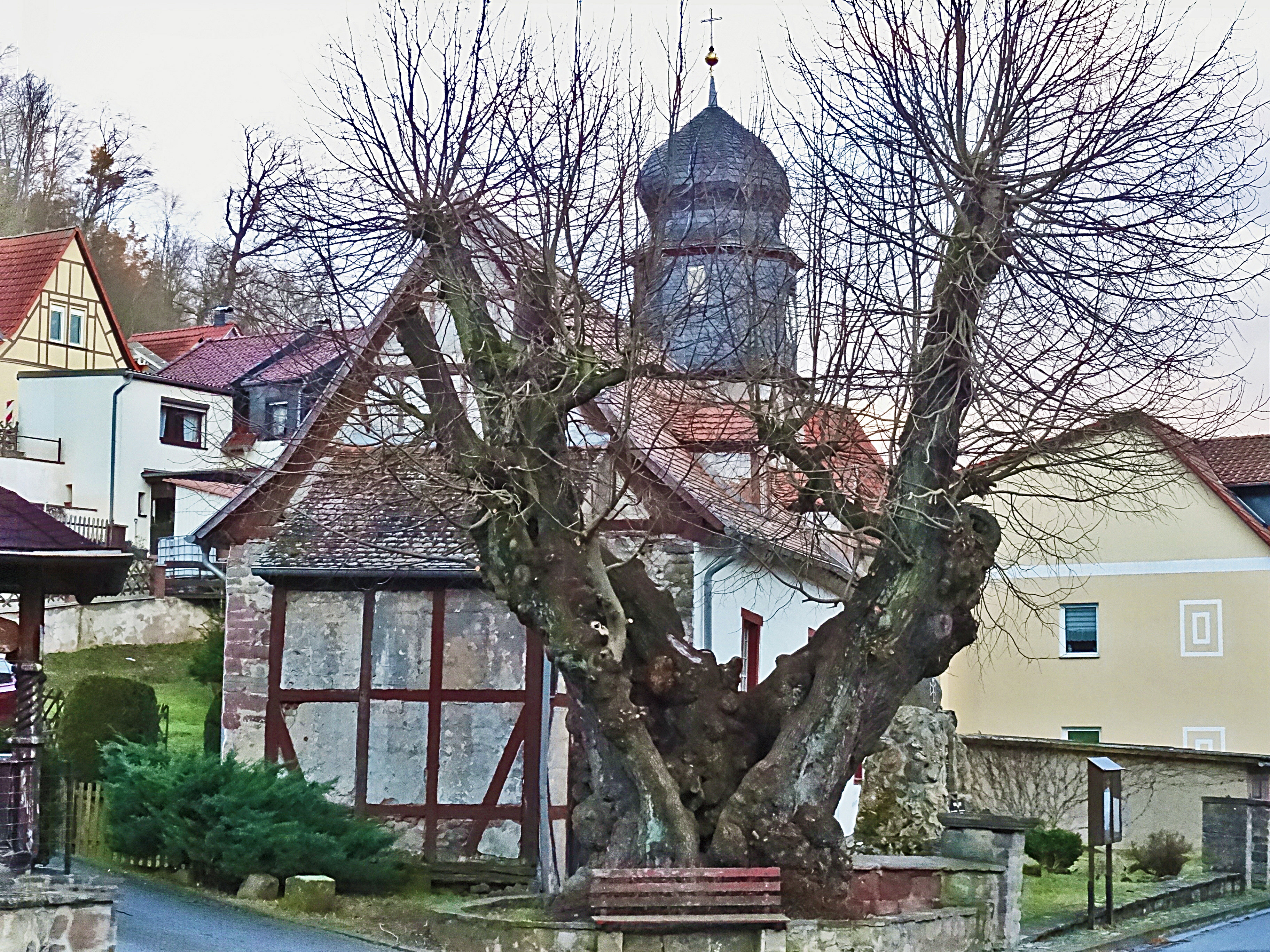
Ca. 700-jährige Linde aus der Erbauungszeit

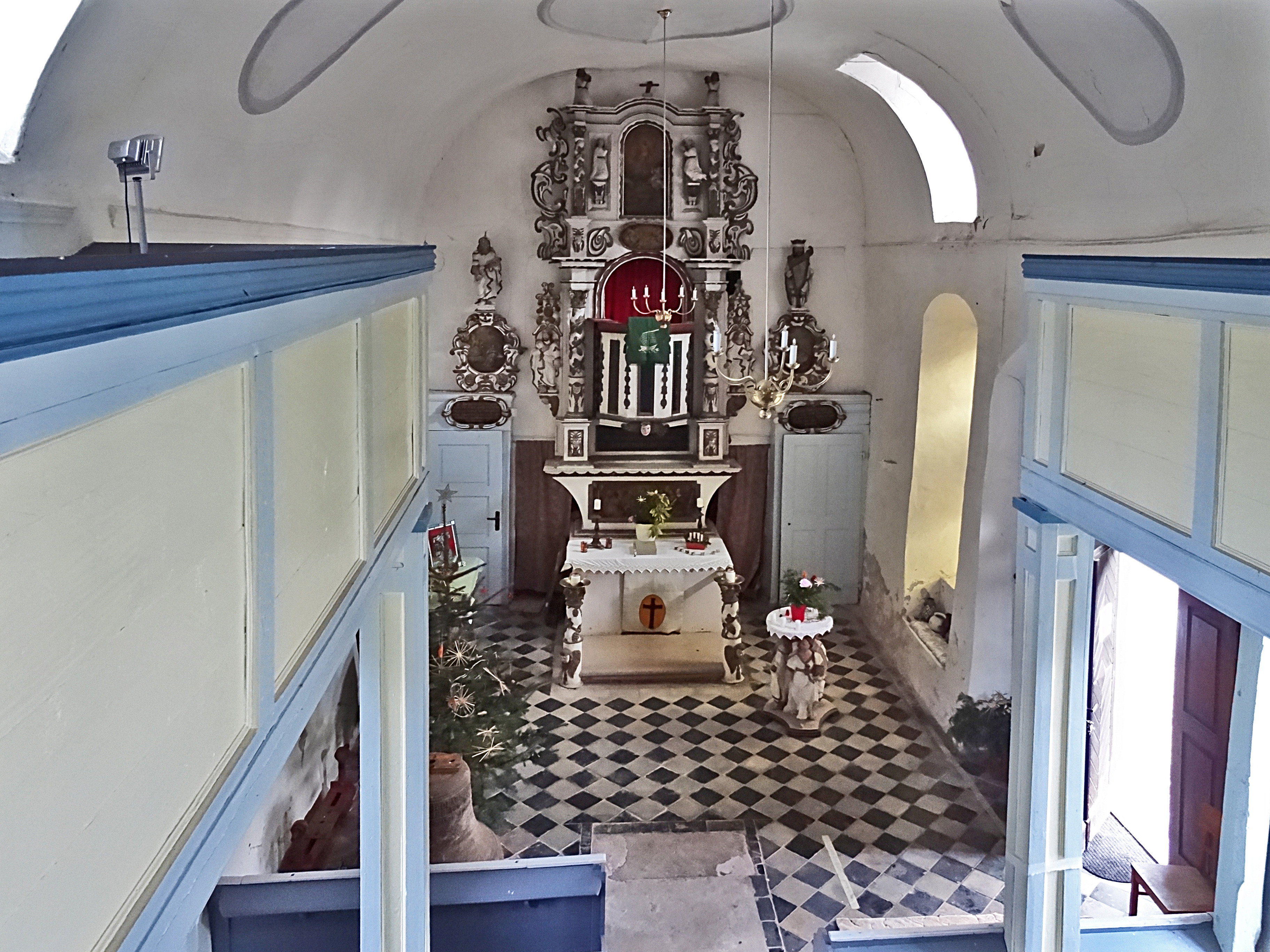
Innenansicht

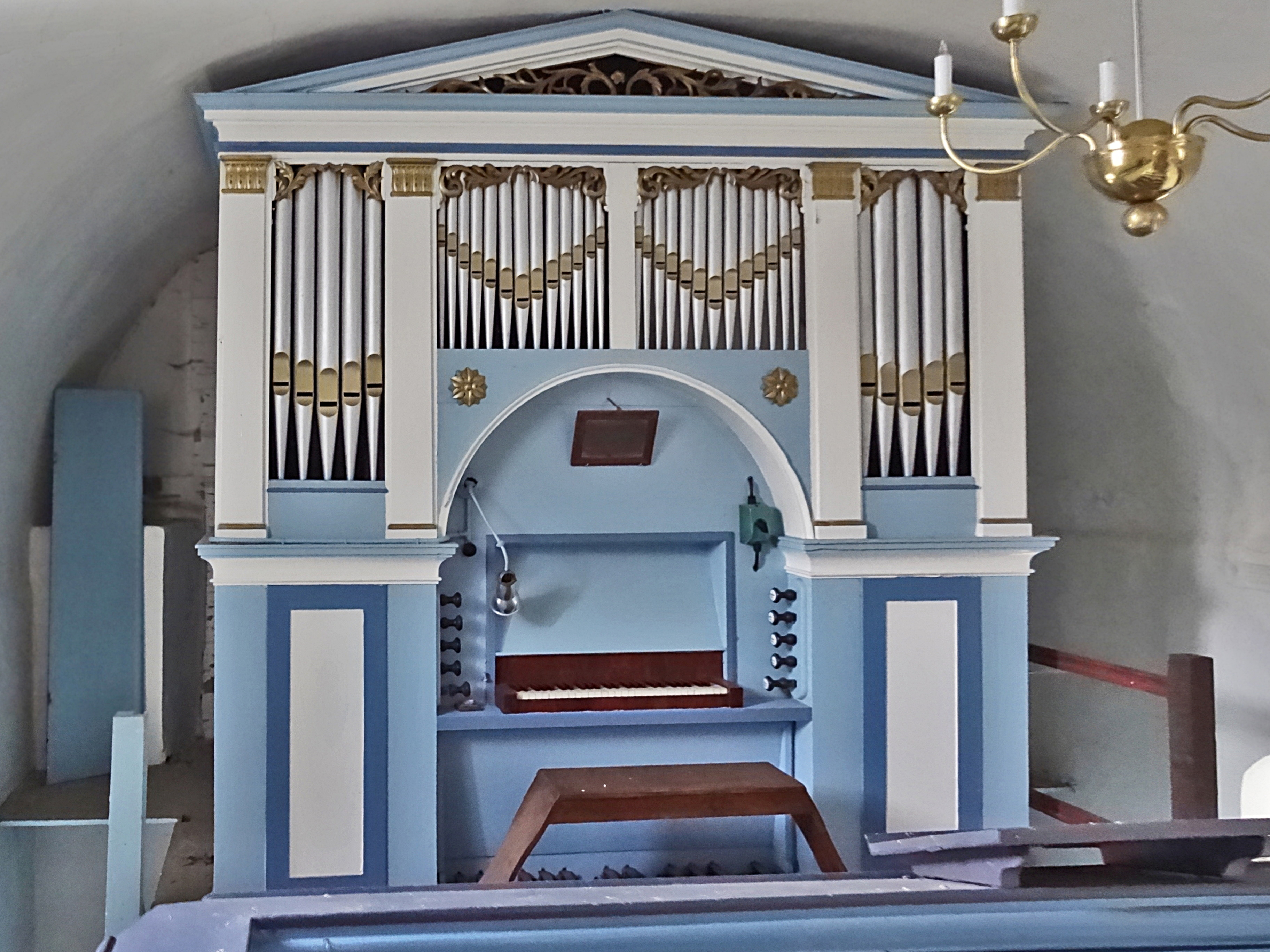
Strobel-Orgel

Der erste nachgewiesene Kirchenneubau ist auf 1322 datiert. Um diese Zeit gab das Dorf seinen Standort auf und nahm den jetzigen samt Kirche ein. 1527 führte die Kirchgemeinde die Reformation ein. 1655 fiel das Dorf durch kriegerische Ereignisse und die Pest wüst. Ein Jahr später besiedelten 14 Familien den Ort neu. Seitdem wurde die Kirche öfter renoviert und umgebaut.
1796 erhielt die Kirche drei kleine Glocken. 1869 erfolgte der Einbau des Gehofener Barockaltars (ein Familienstück der Familie Eller-Eberstein) und der Strobelorgel.
Zur 1100-Jahr-Feier des Ortes wurde die Kirche neu verputzt, gestrichen sowie die Orgel bespielbar gemacht.